# Careless Whisper
«Careless Whisper» (с англ. — «Беспечный шёпот») — первый сольный хит британского певца Джорджа Майкла, участника поп-дуэта Wham! (в США, Канаде и Японии в качестве исполнителя называлась группа Wham! featuring George Michael), выпущенный в 1984 году компанией звукозаписи Epic Records в Великобритании (Японии и других странах) и Columbia Records в США и Канаде. Песня исполнялась и группой (была в их альбоме Make It Big). Сингл стал лучшей песней 1985 года в США и возглавлял чарты 25 стран мира с общим тиражом около 6 млн копий. По данным The Official Charts Company на 2012 год, он является самым успешным в коммерческом плане синглом Джорджа Майкла в Великобритании.

## История
В 1981 году Майкл работал диджеем в ресторане Bel Air недалеко от Буши в графстве Хартфордшир. В своей автобиографии Bare Майкл рассказал, что концепция песни «Careless Whisper» была основана на событиях из его детства. Майкл написал: «Я был на пути к диджею в Bel Air, когда написал „Careless Whisper“. Я всегда сочинял в автобусах, поездах и машинах. Это всегда происходит во время поездок… С „Careless Whisper“ я точно помню, где она впервые пришла мне в голову, где я придумал саксофонную строчку… Помню, я передавал деньги парню в автобусе, и у меня в голове возникла эта строчка, строчка саксофона… Я написал её полностью в своей голове. Я работал над ней около трёх месяцев в своей голове».
«Когда мне было двенадцать-тринадцать лет, я должен был сопровождать свою сестру, которая была на два года старше, на каток в Квинсвей в Лондоне», — объяснил он. «Там была девочка с длинными светлыми волосами, которую звали Джейн. Я был толстым мальчиком в очках и сильно влюбился в неё — хотя у меня не было ни единого шанса. Когда мы приходили на каток, моя сестра уходила и делала, что хотела, а я проводил весь день в обмороке от этой Джейн».
Я только начал немного остывать от этого увлечения, когда вдруг обнаружил, что блондинка из Квинсвея переехала в дом прямо за углом от моей школы. Она поселилась прямо рядом с тем местом, где я обычно стоял и ждал моего ближайшего соседа, который обычно подвозил меня домой из школы. И вот однажды я увидел, как она идет по тропинке рядом со мной, и подумал – откуда же ОНА взялась? Она не знала, что это я. Это было несколько лет спустя, и я выглядел совсем по-другому. Потом мы с друзьями выступали на школьной дискотеке с The Executive, и она увидела, как я пою, и решила, что я ей нравлюсь. К этому времени она была намного старше и очень пышнотелой - и в конце концов я начал с ней встречаться. Она пригласила меня в один из дней, когда я ждал своего лифта и я был... в раю
«Careless Whisper» это сентиментальная баллада с участием английского джазового саксофониста Стива Грегори.

## Запись
Песня прошла по меньшей мере два этапа записи. Первый был во время поездки Майкла в Шеффилд, штат Алабама, где он работал с продюсером Джерри Векслером в студии Muscle Shoals Sound в 1983 года.
После записи бэк-трека и вокала Джорджа, Векслер заказал лучшего саксофониста из Лос-Анджелеса, чтобы тот прилетел и исполнил соло. «Он приехал в одиннадцать и должен был уйти к двенадцати», — вспоминал менеджер Wham! Саймон Напье-Белл. «Вместо этого, спустя два часа, он все ещё был там, в то время как все в студии дрожали от смущения. Он просто не мог сыграть начальный рифф так, как хотел Джордж, так, как это было на демо. Но это было сделано двумя годами ранее другом Джорджа, который жил за углом и играл на саксофоне для развлечения в пабе».

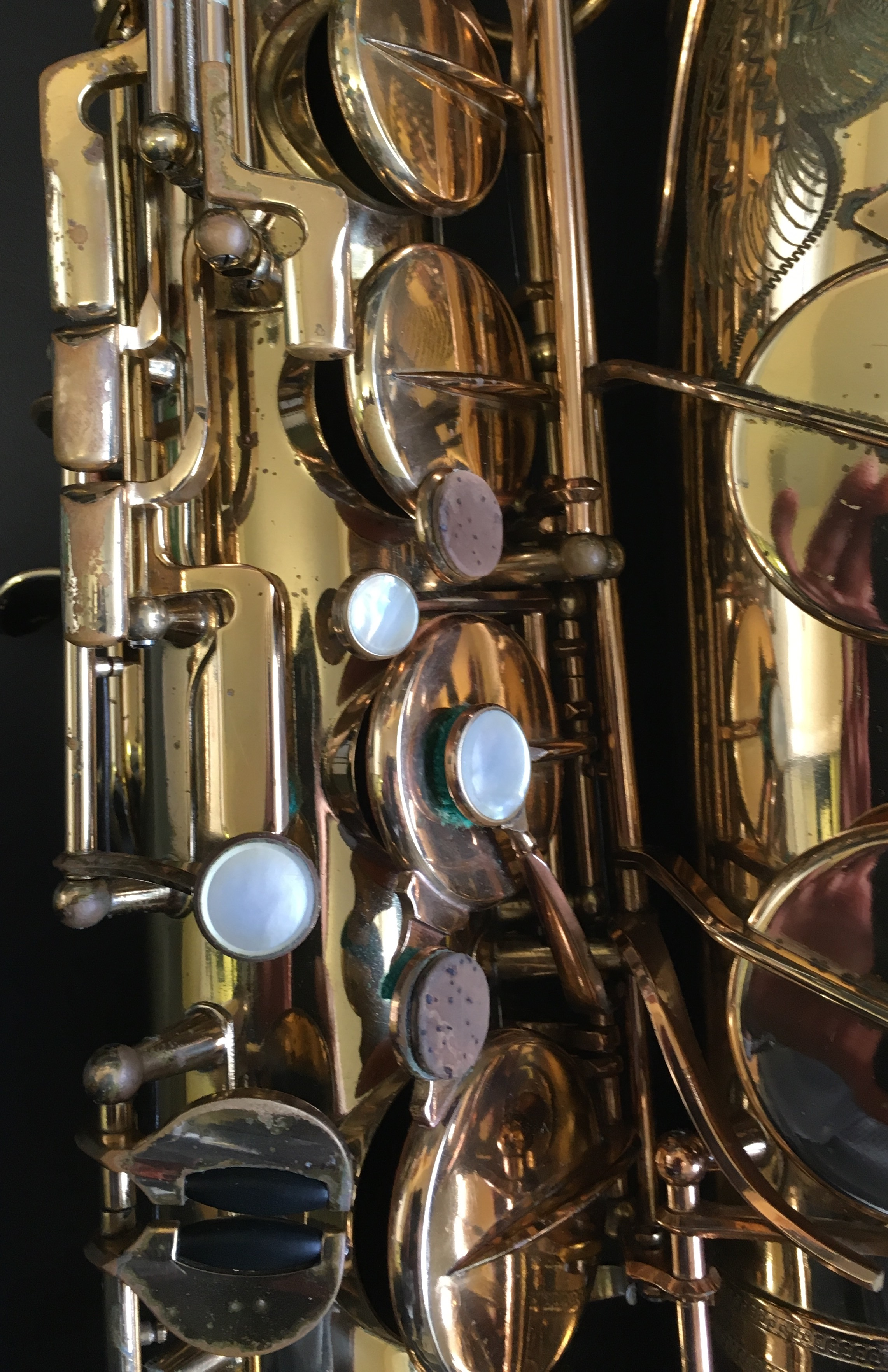
Саксофонное соло было исполнено на тенор-саксофоне Selmer Mark VI Стива Грегори

В то время как саксофонист, казалось, играл партию идеально, Майкл говорил ему: «Нет, это всё ещё не правильно, видишь ли…», опускал голову к микрофону обратной связи и терпеливо напевал ему партию ещё раз. «Она должна немного подергиваться вверх вот здесь! Видите? И не слишком сильно».
Напье-Белл консультировался с Векслером по поводу спора Майкла со звучанием саксофона. «Действительно ли Джордж хочет чего-то, что отличается от того, что играет саксофонист?» спросил Напье-Белл.
Векслер ответил: «Определенно! Я уже сталкивался с подобными вещами. Есть какой-то крошечный нюанс, который саксофонист почему-то не улавливает. И хотя мы с вами не слышим, что это такое, это может быть именно то, что сделает запись хитом. Успех поп-пластинок настолько эфемерен, настолько невероятно непредсказуем, что мы просто не можем рисковать и быть нетерпеливыми. Но этот саксофонист не получит его, не так ли!». Оригинальная версия была выпущена позже в том же году, как B-side «Special Version» на 12" в Великобритании и Японии.
После найма и увольнения нескольких других саксофонистов, которых BBC охарактеризовала как пытающихся сыграть все ноты с «нужной степенью плавности и при этом дышать», Майкл в конце концов услышал то, что искал, от Стива Грегори.
Во время интервью с диджеем Дэнни Сан, Грегори сказал, что он был 9-м саксофонистом, который пытался сыграть этот рифф. Грегори сказал, что секретарь Майкла позвонил ему в полдень и попросил попробовать соло. Стив обнаружил, что соло было не так-то просто играть в нужной тональности, так как у его старого тенора Selmer Mark VI не было верхней тональности F #, поэтому звукоинженер замедлил запись, чтобы Стив мог записать соло на полтона ниже, чем предполагалось.
Сингл дебютировал в британском чарте на позиции № 12 и спустя две недели возглавил его, сместив с вершины после 9-недельного лидерства суперхит «Two Tribes» группы Frankie Goes to Hollywood.
В 2016 году песня вошла в саундтрек к фильму Дэдпул.

## Музыкальное видео
Музыкальный видеоклип был записан в апреле 1984 года в Майами, в Коконат-Гров, Watson Island и Miami’s Grove Towers.
Официальное музыкальное видео (в котором используется более короткая версия сингла вместо полной версии альбома и было снято Дунканом Гиббинсом, который ранее был режиссёром «Wake Me Up Before You Go-Go») показывает чувство вины, которое испытывает мужчина (изображаемый Майклом) из-за его нового романа, и его признание того, что его партнёрше (которую играет актриса и модель Лиза Шталь) предстоит узнать. Мэдлин Эндрюс-Ходж играет женщину, которая соблазняет Джорджа. Клип был снят в Майами, штат Флорида, в феврале 1984 года и включает такие места, как Кокосовая роща и остров Уотсон. В заключительной части видео показан Майкл, высунувшийся из балкона верхнего этажа Miami’s Grove Towers.
Лиза Шталь была показана в видео Джорджа Майкла 1984 года «Careless Whisper» в роли брошенной подруги, которая взлетает в самолёте и оставляет Майкла в гавани, пристально глядящего на неё и умоляя её вернуться.
Первая оригинальная версия видео была отредактирована с помощью версии Джерри Векслера 1983 года, и в ней Эндрю в эпизодической роли передавал письмо темноволосому Джорджу. Эта версия имела более подробную сюжетную линию, но позже и она была отредактирована.
По словам продюсера Джона Роузмана, производство видео было «чертовой катастрофой». По словам партнёрши Майкла по фильму Лизы Шталь: «Они потеряли кадры нашей сцены поцелуев, поэтому нам пришлось переснять её, на что я не жаловалась … Затем Джордж решил, что ему не нравятся его волосы, поэтому он прилетел к сестре из Англии, чтобы подстричь его, и нам пришлось переснять больше сцен».
Поскольку группа почувствовала, что они «облажались» с видео, дальнейшие кадры, на которых Майкл поёт песню на сцене, были позже сняты в театре Лицеум в Лондоне. Видео-перформанс (версия 1984 года) был официально загружен на канал Джорджа Майкла на YouTube 24 октября 2009 года. По состоянию на 2023 год его просмотрели более 1 миллиарда человек.

## Кавер-версии
- В 1984 году японский певец Хидэки Сайдзё[англ.] записал кавер-версию на японском языке, названную «抱きしめてジルバ» (Dakishimete Jiruba).
- В 1985 году российский певец и музыкант Сергей Минаев записал композицию «Скрипка», взяв за основу минус «Careless Whisper»[24].
- В 1985 году гонконгская поп-певица Анита Муй записала кавер-версию на кантонском языке под названием «夢幻的擁抱» (The Hug of Dreams).
- В 1986 году группа Pieces of a Dream[англ.] записала кавер-версию в своём альбоме 1986 года «Joyride»[25].
- 1987 год — группа The Shadows, инструментальная версия в альбоме Simply Shadows[26]
- 2001 год — группа Bananarama (2001) в их альбоме Exotica[27].
- 2001 год — польская готик-метал-группа Delight в альбоме The Fading Tale (2001)[28][29].
- 2004 год — саксофонист Kenny G, инструментальная версия[30].
- 2005 год — латино-джаз-группа Kymaera[31].
- 2009 год — метал-группа Seether[32].
- 2009 год — джипси-джаз-группа The Lost Fingers[англ.] (2009)[33][34].
- Песня была перезаписана многими исполнителями, включая 2Play (2005), Брайан Макнайт (2007), Kenny G featuring McKnight (2004) в альбоме At Last…The Duets Album[англ.], Boston Pops Orchestra[англ.] и Джон Уильямс, Columbia Ballroom Orchestra (1994), Дэйв Коз и Монтелл Джордан[англ.] в 1999 году в альбоме The Dance, David & the High Spirit (2003), Del (2004), J Irene (2003), Farhad Besharati (2006), Джордж Майкл (1998), Глория Гейнор, Harlemm Lee (2003), Оркестр Fausto Papetti (2005), Hit Crew (2006), James Douglas (2003), Хулио Иглесиас (2006), Jordan Knight[англ.] (2006), Кейтлин Тарвер (2006), Поль Мориа, Ричард Клайдерман (2004) в его инструментальной версии, Ричард Клайдерман и Джеймс Ласт, Roger Williams, Roxy Pain (2007), Королевский филармонический оркестр (1998), Sarah Washington, The Sax Brothers (2003), Simion Luca (1998), Skip Martin[англ.] (2006), Slinkee Minx[англ.] (2004) [сторона A на сингле «Closer»], Barry Manilow (2008), рок-группы 3Oh!3 (2009) и Panic! At The Disco (2011).

## Список композиций
Слова и музыка всех песен — Джордж Майкл и Эндрю Риджли.
| №  | Название                          | Длительность |
| -- | --------------------------------- | ------------ |
| 1. | «Careless Whisper» (Single Edit)  | 5:04         |
| 2. | «Careless Whisper» (Instrumental) | 5:02         |

| №  | Название                          | Длительность |
| -- | --------------------------------- | ------------ |
| 1. | «Careless Whisper» (Extended Mix) | 6:31         |
| 2. | «Careless Whisper» (Instrumental) | 5:02         |

| №  | Название                          | Длительность |
| -- | --------------------------------- | ------------ |
| 1. | «Careless Whisper» (Extended Mix) | 6:20         |
| 2. | «Careless Whisper» (Instrumental) | 4:52         |

| №  | Название                                            | Длительность |
| -- | --------------------------------------------------- | ------------ |
| 1. | «Careless Whisper» (Extended Mix)                   | 6:31         |
| 2. | «Careless Whisper» (Jerry Wexler Special Version)   | 5:34         |
| 3. | «Careless Whisper» (Condensed Instrumental Version) | 4:52         |

- Примечание: The Extended Mix идентичен альбомной версии из Make It Big.

## Участники записи
- Вокал — Джордж Майкл
- Саксофон — Стив Грегори[англ.]
- Бас-гитара — Деон Эстус
- Ударные — Тревор Морелл
- Electric Piano — Энн Дадли
- Гитара — Хью Бёрнс
- Клавишные — Крис Кэмерон, Энди Ричардс
- Перкуссия — Дэнни Камминс
- Фотограф — Тони Макги
- Продюсер/аранжировщик — Джордж Майкл
- Композитор — Эндрю Риджли, Джордж Майкл

## Позиции в хит-парадах
Сингл по 3 недели был № 1 в США (Billboard Hot 100 в 1985) и в Великобритании (UK Singles Chart в 1984), а также возглавлял чарты других стран.

| Хит-парады (1984)                   | Высшая позиция |
| ----------------------------------- | -------------- |
| Australian Singles Chart            | 1              |
| Austrian Singles Chart              | 2              |
| Dutch Top 40 Singles Chart          | 1              |
| French SNEP Singles Chart           | 3              |
| Germany Singles Chart               | 3              |
| Irish Singles Chart                 | 1              |
| Italian Singles Chart               | 1              |
| Japanese Oricon Singles Chart       | 4              |
| Japanese Oricon International Chart | 1              |
| Norwegian Singles Chart             | 2              |
| South African singles chart         | 1              |
| Swedish Singles Chart               | 2              |
| Swiss Singles Chart                 | 1              |
| UK Singles Chart                    | 1              |

| Хит-парады (1985)                          | Высшая позиция |
| ------------------------------------------ | -------------- |
| Canadian Singles Chart                     | 1              |
| Canadian RPM Top Singles                   | 1              |
| US Billboard Hot 100                       | 1              |
| US Hot Black Singles                       | 8              |
| US Billboard Hot Adult Contemporary Tracks | 1              |

### Итоговые годовые чарты
| Чарт (1984)                  | Позиция |
| ---------------------------- | ------- |
| Великобритания (Gallup Poll) | 5       |
| Чарт (1985)                  | Позиция |
| US Billboard Hot 100         | 1       |

## Сертификации
| Регион | Сертификация  | Продажи    |
| --- | ------------- | ---------- |
| Австралия (ARIA) | 2× Платиновый | 140 000    |
| Бразилия (ABPD) | Платиновый    | 60 000     |
| Канада (Music Canada) | Платиновый    | 100,000^   |
| Франция (SNEP) | Серебряный    | 585,000    |
| Италия (FIMI) | Золотой       | 25 000*    |
| Япония (RIAJ) |               | 204,000    |
| Нидерланды (NVPI) | Платиновый    | 100 000^   |
| Великобритания (BPI) · Physical                                                                                          | Платиновый    | 1,200,000  |
| США (RIAA) | Платиновый    | 1 000 000^ |
| * Данные о продажах приведены только на основе сертификации. ^ Данные о тиражах приведены только на основе сертификации. |               |            |